# حلية الأولياء وطبقات الأصفياء (كتاب)
كتاب حلية الأولياء وطبقات الأصفياءلأبي نعيم الأصفهاني.

## وصف
وهو كتاب  في التراجم، وموسوعة في تاريخ النساك والزهاد، ويشتمل على زهاء 800 ترجمة، ويتضمن أسماء جماعة من الصحابة والتابعين ومن بعدهم، ومن الأئمة الأعلام المحققين والمتصوفة والنساك في عصره، مع بعض أحاديثهم وكلامهم. وبعد المقدمة عن الأولياء والتصوف، ابتدأ بترجمة أبي بكر الصديق وباقي الخلفاء الراشدين، ثم تتمة العشرة المبشرين بالجنة، ثم زهاد الصحابة وأهل الصفة، ثم التابعين وتابعيهم، ثم من يليهم إلى عصره، وأطال في ذكر الأسانيد، وتكرار كثير من الحكايات.
ويعتبر أجمع كتاب وصلنا في تراجم النساك والزهاد من الصحابة والتابعين حتى أوائل القرن الخامس الهجري. ويعد كتاب حلية الأولياء موسوعة علمية  بما حواه من مادة علمية متعددة الجوانب موزعة على أكثر من أربعة الآف صفحة في النسخة المطبوعة من الكتاب.
قال أبو نعيم في مقدمة كتابه: «فقد استعنت بالله عز وجل وأجبتك إلى ما ابتغيت من جمع كتاب يتضمن أسامي جماعة وبعض أحاديثهم وكلامهم من أعلام المتحققين من المتصوفة وأئمتهم وترتيب طبقاتهم من النساك ومحجتهم من قرن الصحابة والتابعين وتابعيهم ومن بعدهم ممن عرف الأدلة والحقائق وباشر الأحوال والطرائق وساكن الرياض والحدائق وفارق العوارض والعلائق»

## قيمته العلمية
ومن أبرز جوانب قيمته العلمية :
- أن كل مافيه من أحاديث قدسية أو مرفوعة أو موقوفة، أو مقطوعة يرويها مصنف الكتاب بأسانيده إلى أصاحب تلك الأقوال أو الأفعال، فمادته علمية في حفظ الآثار.
- اشتمل الكتاب على رواية عدد كبير من الأحاديث من طرق تفرد بها أصحابها من الغرائب والتي قلما توجد مسندة إلا في كتاب حلية الأولياء.
- احتوى الكتاب على ذكر طائفة من رواة الحديث وجاءت في تراجمهم بعض العناصر المهمة في تراجم الرواة كذكره لنسب الراوي، وما وصف به من العبادة والصلاح، وتزكية
- العلم له - والتي يستفاد منها في معرفة عدالة الراوي - و يذكر في التراجم بعض الشيوخ، والتلاميذ، وسني الوفاة، والتي يستفاد منها في معرفة طبقات الرواة، والمتقدم والمتأخر منهم.
- الكلام على علل جملة من الأحاديث المرفوعة، والموقوفة.
- احتوى الكتاب على جملة وافرة من أحاديث الأحكام، ولذلك جمعها الهيثمي وابن حجر في كتاب تقريب البغية بترتيب أحاديث الحلية.

## مما قيل فيه
نال كتاب حلية الأولياء شهرة كبيرة في حياة مؤلفه وبعدها، حتى قيل فيه:
- قال الذهبي: « لما صنف كتاب الحلية حمل إلى نيسابور في حياته فاشتروه بأربعمائة دينار».[4]
- قال أبو طاهر السلفي: «لم يصنف مثله».[5]
- قال السبكي: «ومن مصنفاته (حلية الأولياء)، وهو من أحسن الكتب، كان الشيخ الإمام الوالد رحمه الله كثير الثناء عليها، ويحب تسميعها».[6]

## وصلات خارجية
- تحميل الكتاب بصيغة PDF